# توماس إنغر
توماس إنغر (بالنرويجية البوكمول: Thomas Enger)‏ هو كاتب وصحفي وملحن نرويجي، ولد في 21 نوفمبر 1973 في أوسلو في النرويج.

## وصلات خارجية
- توماس إنغر على موقع IMDb (الإنجليزية)